# ميرا شوبرا
ميرا شوبرا هي عارضة وممثلة هندية، ولدت في 8 يوليو 1983 في الهند.

## وصلات خارجية
- ميرا شوبرا على موقع IMDb (الإنجليزية)
- ميرا شوبرا على موقع قاعدة بيانات الفيلم (الإنجليزية)
- ميرا شوبرا على موقع كينوبويسك (الروسية)